# Serlon d'Orgères
Pour les articles homonymes, voir Serlon.
Serlon d'Orgères (Serlo) († le 27 octobre 1123) était abbé de Saint-Évroult (1089-1091) puis évêque de Sées de 1091 à 1123.

## Biographie
Orderic Vital dit de lui qu'il était originaire d'Orgères. Rien n'affirme qu'il soit issu de la maison seigneuriale d'Orgères, mais Marin Prouverre dans son Histoire Ecclesiastique du Diocèse de Séez écrit en 1624 le dit « issu de la maison d'Orgères ».
Il devient moine sous l'abbatiat de Mainier (1066-1089). En 1089, Serlon est élu abbé de Saint-Évroult. Il resta à la tête de l'abbaye sans avoir reçu la bénédiction. Selon Orderic Vital, c'est Serlon qui a demandé à l'évêque de Lisieux Gilbert Maminot qu'il soit ordonné sous-diacre,.
Devenu évêque de Sées le 1er juin 1091, il est consacré le 22 juin suivant.
Il assiste en 1095 au concile de Clermont qui prêche la première croisade et à la dédicace de l'abbatiale de Saint-Évroult en 1099.
Serlon refuse la demande de Robert de Bellême de service militaire pour les moines de Saint-Martin de Sées ainsi que la cession des revenus de l'évêché. Il est contraint par Robert, qui pille et s'approprie les biens, de quitter Sées en 1104, tout comme l’abbé de Saint-Martin de Sées. Robert Courteheuse l'aide aussi dans ces accaparations. Vers 1100-1105, il lui abandonne les revenus de l'évêché de Sées. Serlon se réfugie en Angleterre en compagnie de Raoul d’Escures, abbé de Saint-Martin et futur archevêque de Cantorbéry.
Selon Orderic Vital, Serlon était « le premier des Normands à offrir ses services au roi », c'est-à-dire Henri Ier d'Angleterre, après l'invasion de ce dernier du duché de Normandie en 1105.
Serlon est décédé le 27 octobre 1123 à Sées. Il est enterré près de l'autel de la cathédrale de Sées, en présence des légats du pape Pietro Pierleoni et Grégoire de Saint-Ange. Toujours selon Orderic, Serlon ordonne son clergé de respecter la légation comme sa représentation du « père universel après Dieu » (post Deum uniuersalis pater) et de les traiter correctement en tant que maîtres.

## Sources
- (en) Cet article est partiellement ou en totalité issu de l’article de Wikipédia en anglais intitulé « Serlo (bishop of Sées) » (voir la liste des auteurs).